# Mohammed Ahmed
Mohammed Ahmed (født 5. januar 1991) er en canadisk atlet, der konkurrerer i langdistanceløb. Han repræsenterede sit land ved sommer-OL 2012 i London, hvor han sluttede på en 18. plads på 10.000 meter.
I 2021 repræsenterede han Canada i 10.000 meter-stævnet ved Sommer-OL 2020 afholdt i Tokyo, og kom på en 6. plads. Dernæst konkurrerede han i 5000 m, hvor han vandt sølvmedalje.